# جادوناث ساركار
السير جدونات سركار (بالإنجليزية: Jadunath Sarkar؛ 10 ديسمبر 1870 - 19 مايو 1958) أكاديمي ومؤرخ هندي، كان متخصصًا في تاريخ سلطنة مغول الهند.
درس جدونات الأدب الإنجليزي، وعمل مدرسًا لفترة من الوقت، قبل أن يتحول تركيزه لاحقًا إلى الدراسة التاريخية، كان لديه معرفة واسعة باللغة الفارسية، وجميع كتبه ألفها باللغة الإنجليزية. عمل نائبًا لرئيس جامعة كلكتا بين سنتي 1926-1928. وكان عضوًا في المجلس التشريعي البنغالي بين سنتي 1929-1932. في سنة 1929 منحه البريطانيون لقب فارس.

## مسيرته المهنية
ولد جدونات يوم 10 ديسمبر 1870 في إحدى القرى التابعة لمقاطعة ناتور البنغالية، كان والده ينتمي إلى طبقة الزميندار. في سنة 1891 تخرج من كلية بريزيدنسي متخصصًا في اللغة الإنجليزية.  وفي سنة 1892 تصدر امتحان ماجستير الأدب الإنجليزي بجامعة كلكتا. وسنة 1893 انضم إلى الكادر التدريسي في قسم الأدب الإنجليزي في كلية ريبون بكلكتا. وسنة 1897 حصل على المنحة الدراسية التي يقدمها التاجر الهندي بريمشاند رويشاند والتي كانت تمنح للطلاب المتميزين الذين يستكملون دراساتهم العليا في جامعة كلكتا.
عُيّن سنة 1898 في كلية بريزيدنسي وذلك بعد أن اختير في الخدمات التعليمية بالمقاطعة. بين سنتي 1917-1919، قام بتدريس التاريخ الهندي الحديث في جامعة باناراس الهندية، ومن سنة 1919 إلى 1923 كان مدرسًا للغة الإنجليزية والتاريخ، في كلية رافينشو بكوتاك. أصبح عضوًا فخريًا في الجمعية الملكية الآسيوية بلندن سنة 1923. في أغسطس 1926 صار نائبًا لرئيس جامعة كلكتا، وفي سنة 1928 التحق للعمل محاضرا في جامعة مدراس.

## أعماله التاريخية
اختار جدونات آخر سلاطين مغول الهند الأقوياء أورنكزيب، هدفا لأبحاثه التاريخية، ُنشر كتابه الأول تحت عنوان هند أورنكزيب (The India Of Aurangzib) سنة 1901، واستغرق إكمال كتابه المسمى تاريخ أورنكزيب (History of Aurangzib) المكون من خمسة مجلدات، 25 عامًا ونشره في سنة 1924. كرس جدونات 25 عامًا أخرى لكتابه سقوط إمبراطورية المغول (The Fall of the Mughal Empire) المكون من أربعة مجلدات والذي اكتمل في سنة 1950.
تُظهر أعماله معرفة واسعة بالمصادر الفارسية (لغة سلطنة المغول الرسمية)، ومهارة كتابية باللغة الإنجليزية. روى جدوناث الأحداث بمهارة وبلاغة، الهيكل التحليلي الذي فسر فيه سقوط إمبراطورية مغول الهند ، ظل على حاله مع بعض الاستدراكات اللاحقة، لقد كتب بكفاءة وظلت أعماله التاريخية غير مسبوقة حتى يومنا هذا.

### سقوط سلطنة مغول الهند
حاول جدونات أن يظهر في كتاباته التاريخية، أن سلطنة مغول الهند سقطت بسبب نقاط ضعفها الداخلية، وظل صامتًا بشأن الدور الإنجليزي، ولم يتطرق إلى الإنجليز إلا بعد وصفه لمعركة بلاسي، حيث بشر بالنصر الإنجليزي باعتباره نذير "نهضة جديدة ... لم يشهد العالم مثلها...".

## النقد
في القرن 19 كان في البنغال مدرستان تاريخيتان في مواجهة بعضهما، الأولى مستمدة من كتابات المؤرخين الإنجليز التي كتبوها في نهاية القرن 18. والثانية جاءت من الكتابات القومية البنغالية والتي غالبًا ما صنعت أبطالًا بنغاليين قاموا الاحتلال الأجنبي، هذه المدرسة الأخيرة عارضها جدونات وكتب ضدها كثيرًا، لذلك كان يُطلق عليه في كثير من الأحيان لقب "مؤيد الإنجليز"، واكتسبت هذه النظرة زخماً شعبيًا بعدما منحته الحكومة البريطانية لقب فارس. ولقد عززت كلماته الثناء على الإنجليز الذين اعتقد أنهم لعبوا دورًا أساسيًا في إحراز تقدم الهند وتطورها.
في كتابه من تاريخ القرون الوسطى في البنغال المجلد الثاني (جامعة دكا، 1943)، بدا أن جدونات يعتقد أن الإنجليز أنقذوا البنغاليين من النسيان والظلام، وهو نوع من القومية العكسية (أي رفض الشخص لثقافته لصالح ثقافة أخرى)، التي لم تنظر إلى السياسات الاستعمارية البريطانية. كان صامتًا بشأن مسألة استقلال الهند، وبمعنى ما، لم يكن هناك فرقًا كبيرًا بينه وبين المؤرخين الإنجليز.

## إرثه
أنشئ مركز أبحاث مستقل في منزله الذي تبرعت به زوجته إلى حكومة الولاية، تحت اسم مركز دراسات العلوم الإجتماعية بكلكتا، يضم المركز متحفًا يحوي أرشيفًا لمصادر جودناث الأولية التي اعتمد عليه في كتاباته.